# Ministerio de Relaciones Exteriores (Brasil)
El Ministerio de Relaciones Exteriores (en portugués: Ministério das Relações Exteriores) es el encargado de las relaciones de Brasil con otros países. En el ámbito diplomático y en los medios de comunicación brasileños se lo denomina con frecuencia Itamaraty, por el nombre del palacio que aloja la sede del ministerio (el original en Río de Janeiro, y el actual en una segunda ubicación que por tradición también lleva el nombre, en Brasilia). El actual encargado de la cartera es el diplomático Mauro Vieira, desde el 1 de enero de 2023.